# Andrena schmiedeknechti
Andrena schmiedeknechti là một loài Hymenoptera trong họ Andrenidae. Loài này được Magretti mô tả khoa học năm 1883.